# Rosław Szaybo
Rosław Szaybo (13 tháng 8 năm 1933, Poznań – 21 tháng 5 năm 2019, Warsaw) là một họa sĩ, nhiếp ảnh gia và nhà thiết kế trang bìa người Ba Lan.
Năm 1961, ông tốt nghiệp Học viện Mỹ thuật ở Warsaw, và được cố vấn bởi Wojciech Fangor và Henryk Tomaszewski.
Năm 1966, ông chuyển đến Vương quốc Anh ông làm công việc nhà thiết kế độc lập. Từ năm 1968 đến năm 1972, ông làm giám đốc nghệ thuật cho công ty quảng cáo  Young & Rubicam.
Từ năm 1972 đến 1988, ông được ký hợp đồng làm giám đốc nghệ thuật tại CBS Records, ông đã thiết kế hơn 2000 bìa album, chủ yếu cho nhạc cổ điển, nhưng cũng cho các nghệ sĩ như Elton John, Roy Orbison, Santana, Janis Joplin, The Clash, Mott the Hoople, Judas Priest và John Williams.
Trong thời gian làm việc tại Vương quốc Anh, ông cũng thiết kế áp phích cho các sân khấu ở Anh.
Khi trở về Ba Lan vào năm 1993, ông mở một xưởng nhiếp ảnh tại Học viện Mỹ thuật ở Warsaw, và cũng trở thành giám đốc nghệ thuật tại nhà xuất bản Czytelnik.
Trong số các tác phẩm nổi tiếng nhất của ông là bìa cho album British Steel của Judas Priest (có bàn tay của chính ông) cũng như logo của ban nhạc này và bìa album khác (Stained Class, Killing Machine), và bìa cho album Astigmatic của Krzysztof Komeda.

## Vinh danh
- Huy chương Vàng cho những cống hiến văn hóa – Gloria Artis (2018)[4]
- Huy chương Bạc cho những cống hiến văn hóa – Gloria Artis (2013)[4]

## Liên kết bên ngoài
- Rosław Szaybo Posters at Polish poster gallery Lưu trữ ngày 8 tháng 8 năm 2020 tại Wayback Machine